# Albana
Ne doit pas être confondu avec Piz Albana.
L'albana est un cépage présent essentiellement en Émilie-Romagne. Il produit des vins blancs très agréables et fruités. Depuis 1987, le vin albana di Romagna est classé DOCG.
Synonymes: albana di Bertinoro, albana di Bologna, albana di Forli, albana di Lugo, albana di Pesaro, albana di Romagna, albana gentile, greco, greco di Ancona.